# Batu Panco (Ulu Manna)
Batu Panco is een bestuurslaag in het regentschap Bengkulu Selatan van de provincie Bengkulu, Indonesië. Batu Panco telt 115 inwoners (volkstelling 2010).